# Solenopsis bivonae
Solenopsis bivonae là loài thực vật có hoa trong họ Hoa chuông. Loài này được (Tineo) M. B. Crespo, Serra & Juan miêu tả khoa học đầu tiên năm 1998.